# Eva Kubíčková
Eva Kubíčková (* 4. Juni 2003 in Šumperk) ist eine tschechische Leichtathletin, die sich auf den Sprint spezialisiert hat.

## Sportliche Karriere
Erste internationale Erfahrungen sammelte Eva Kubíčková beim Europäischen Olympischen Jugendfestival (EYOF) 2019 in Baku, bei dem sie in 12,11 s den achten Platz im 100-Meter-Lauf belegte. Zudem verpasste sie dort mit der tschechischen Sprintstaffel (1000 m) mit 2:17,10 m den Finaleinzug. 2021 schied sie bei den U20-Europameisterschaften in Tallinn mit 12,17 s im Vorlauf über 100 Meter aus und belegte mit der 4-mal-100-Meter-Staffel in 45,11 s den vierten Platz. Anschließend belegte sie bei den U20-Weltmeisterschaften in Nairobi in 11,76 s den achten Platz über 100 Meter und gelangte mit der Staffel mit 44,35 s auf Rang fünf. Im Jahr darauf startete sie im 60-Meter-Lauf bei den Hallenweltmeisterschaften in Belgrad und kam dort mit 7,38 s nicht über die erste Runde hinaus. Im August schied sie bei den U20-Weltmeisterschaften in Cali mit 11,52 s im Halbfinale über 100 Meter aus und verpasste mit der Staffel mit 44,94 s den Finaleinzug. Kurz darauf schied sie bei den Europameisterschaften in München mit 11,61 s im Vorlauf über 100 Meter aus und kam mit der Staffel in der Vorrunde nicht ins Ziel. Im Herbst begann sie ein Studium an der University of Oklahoma in den Vereinigten Staaten.
2022 wurde Kubíčková tschechische Meisterin im 100-Meter-Lauf sowie Hallenmeisterin über 60 Meter.

## Persönliche Bestleistungen
- 100 Meter: 11,51 s (+2,0 m/s), 24. Juni 2022 in Hodonín
  - 60 Meter (Halle): 7,30 s, 5. März 2022 in Ostrava (tschechischer U20-Rekord)